# Moeko Nagaoka
Moeko Nagaoka (jap. 長岡 萌映子 Nagaoka Moeko; ur. 29 grudnia 1993 w Hidace) – japońska koszykarka, występująca na pozycji niskiej skrzydłowej, reprezentantka kraju, wicemistrzyni olimpijska, dwukrotna mistrzyni Azji, obecnie zawodniczka Eneos Sunflowers.

## Osiągnięcia
Stan na 16 listopada 2022, na podstawie, o ile nie zaznaczono inaczej.

### Drużynowe
- Mistrzyni Japonii (2021, 2022)[3][4]
- Wicemistrzyni Japonii (2015, 2016)[5][6]
- Finalistka Pucharu Cesarzowej (2017, 2019, 2021)[7][8][3]

### Indywidualne
- Debiutantka roku ligi japońskiej (2013)
- Uczestniczka meczu gwiazd ligi japońskiej (2017–2020)[7][9][8][10]

### Reprezentacja
- Mistrzyni Azji (2017, 2019)[11][12]
- Wicemistrzyni olimpijska (2020)[13][14][15]
- Brązowa medalistka mistrzostw Azji (2011)[16]
- Uczestniczka:
  - igrzysk olimpijskich (2016 – 8. miejsce, 2020)[13][14][17]
  - mistrzostw świata (2014 – 14. miejsce, 2018 – 9. miejsce)[18][19]
  - kwalifikacji olimpijskich (2020)
- Zaliczona do I składu mistrzostw Azji (2017)

Młodzieżowe
- Wicemistrzyni Azji U–16 (2009)[20]
- Brązowa medalistka mistrzostw świata U–18 3x3 (2011)
- Uczestniczka mistrzostw świata U–17 (2010 – 5. miejsce)[21]